# Lizoáin-Arriasgoiti
Lizoáin-Arriasgoiti (o Lizoain-Arriasgoiti in basco) è un comune spagnolo di 234 abitanti situato nella comunità autonoma della Navarra.
Fino al 2009 la denominazione del comune era quella di Lizoáin.